# Таужне
Та́ужне — село в Заваллівській громаді Голованівського району Кіровоградської області України. Населення становить 1146 осіб. Загальна площа 18,7 км

## Географія
Село розташоване у глибокій і широкій балці за 24 кілометри на схід від районного центру і за 4 кілометри від залізничної станції Таужня. Протяжність села з півночі на південь сягає 12 кілометрів.
Селом протікає річка Безіменна (інша назва — Таужнянка) яка, зливаючись у центрі села з річкою Хвать, утворює великий став площею понад 10 га.

## Історія
На атласі «Земель Руських» Речі Посполитої XVI—XVII століть відзначене село Тавижна.
Село засноване у 1751 році. У 1756 році розпочалося будівництво першого православного храму, яке тривало доволі довгий час.
До 1793 року Таужне належало до Брацлавського воєводства Речі Посполитої, протягом 1793—1796 років — до Брацлавського намісництва Російської імперії, згодом — село Троянівської волості Балтського повіту Подільської губернії.
У 1799 році згідно опису Подільської губернії село Таужна мало положення до яру по скосогорам обох сторін річки Таужнянки, з правої сторони впадає безіменна річка, а вверх — до її початку — впадають дві малі річки, розділені ярами; з інших же сторін височіють гори, на яких степ.
В ній знаходилась дерев'яна не дуже велика, на лівій стороні річки Тавіжної, з трьома банями в ім'я Успіння Пресвятої Богородиці Церква, в якій старий іконостас. При ній священник користується церковною землею на 60 днів та сінокосу на 60 косарів.
Дерев'яна велика, не дуже стара таверна на правій стороні річки Тавіжній, при якій льох чи погріб та шпіклір чи амбарчик.
До села належить на річці Синиця вище Кам'яного Броду є млин з трьома борошномельними поставами з просотолочнею на 4 ступи.
Спочатку село належало до маєтностей графів Потоцьких, у 1860-х роках було викуплене Строгановими, а дещо згодом — Удільним Відомством. Станом на 1901 рік у селі проживали 2613 осіб чоловічої та 2632 особи жіночої статі.
У 1872 році в Таужній відкрите міністерське народне училище, а з 1895 року також існували дві школи грамоти: для дівчат і для хлопчиків.
В лютому 1918 року в селі проголошену радянську владу яка, втім, протрималась недовго. Відновлено радянську владу у березні 1919 року.
16 січня 1920 року через Таужне під час Зимового походу проходив Кінний полк Чорних Запорожців Армії УНР. 3 березня полк вдруге прибув до Таужного і зупинився в ньому на ночівлю.
Після остаточного встановлення радянської влади навесні 1920 року, почалася примусова колективізація, що викликало значний спротив заможного селянства. Спочатку 17 одноосібних господарств утворили ТСОЗ (товариство спільного обробітку землі), а навесні 1927 року був створений перший у селі колгосп імені 10-річчя Жовтня. До 1930 року кількість таужнянських колгоспів зросла до п'яти.
В роки Другої світової війни 475 жителів села були призвані до війська, 248 з них — загинули. Під час німецької окупації в селі діяла молодіжна підпільна група.
До 1958 року всі таужнянські колгоспи були об'єднані в єдиний колгосп імені 10-річчя Жовтня (з 1974 року — колгосп імені Ілліча).
У 1959 році протягом трьох місяців у Таужнянській СШ викладав українську мову та літературу Василь Стус.

## Населення
Згідно з переписом УРСР 1989 року чисельність наявного населення села становила 2491 особа, з яких 1041 чоловік та 1450 жінок.
За переписом населення України 2001 року в селі мешкало 1999 осіб.

### Мова
Розподіл населення за рідною мовою за даними перепису 2001 року:
| Мова       | Відсоток |
| ---------- | -------- |
| українська | 98,80 %  |
| російська  | 0,90 %   |
| молдовська | 0,30 %   |

## Інфраструктура
В селі працюють загальноосвітня школа I—III ступенів, дошкільний навчальний заклад, медична амбулаторія, будинок культури, поштове відділення, 8 магазинів, 3 кафе.

## Відомі люди
- Ванденко Леонід Дмитрович (1950 р.н.) — український художник-живописець. Член Національної спілки художників України (з 2003).
- Гайда Ярослав Михайлович (1985—2014) — боєць 34-го батальйону територіальної оборони Кіровоградської області «Батьківщина» ЗСУ.
- Гошуляк Іван Леонідович (1944 р.н.) — український історик.
- Дідур Іван Денисович  (1941 р.н.) —  скульптор и художник, Член Національної спілки художників України (з 1985).
- Камінський Епіфаній Данилович (1893—1966) — полковник Армії УНР і військовий міністр Карпатської України.
- Литвицький Федір Миколайович (1855-04.02.1915) —  адвокат, юрист.
- Ніколайчук Олексій Несторович (18991984) — український педагог, заслужений вчитель УРСР.
- Сакалюк Володимир Миколайович — український художник-живописець. Член Національної спілки художників України (з 2008).
- Сендерко Макарій Іванович (19.01.1862-1921) —  протоієрей, настоятель Храму Успіння Божої Матері в с. Таужна. Депутат III Державної Думи Російської імперії 1907—1912 рр.
- Янковський Михайло Петрович (1954 р.н.) — юрист, генерал міліції.

## Цікаві факти
- Село знамените плетінням віників (вінникарством).[6]